# Estació de trens de Walferdange
L'Estació de trens de Walferdange (en luxemburguès:  Gare Walfer; en francès: Gare de Walferdange, en alemany: Bahnhof Walferdingen) és una estació de tren que es troba a Walferdange, al centre de Luxemburg. La companyia estatal propietària és Chemins de Fer Luxembourgeois. L'estació està situada en la línia 10 CFL, que connecta la ciutat de Luxemburg amb el centre i nord del país.
Per Walferdange passen les línies de tren 10 CFL : Regional Express (RE) i Regionalbahn (RB), que connecten les estacions de Luxemburg i Diekirch, o Troisvierges, o Gouvy (a Bèlgica).